# Henryk Bardijewski
Henryk Eugeniusz Bardijewski (ur. 7 stycznia 1932 w Częstochowie, zm. 9 grudnia 2020 w Warszawie) – polski prozaik, satyryk, autor sztuk scenicznych i słuchowisk oraz tekstów dla kabaretów literackich.

## Życiorys
Ukończył studia z zakresu filologii polskiej i bibliotekoznawstwa na Uniwersytecie Warszawskim. W 1955 r. debiutował na łamach tygodnika „Szpilki” jako satyryk. W latach 1953–1957 pracował w Bibliotece Narodowej w Zakładzie Bibliografii Zalecającej. Od 1957 r. pracował w dziale literackim Polskiego Radia, w latach 1971–1975 był kierownikiem Redakcji Słuchowisk Oryginalnych, później do roku 1985 był konsultantem literackim w zakresie dramaturgii radiowej. Jego słuchowiska dwukrotnie reprezentowały Polskę w konkursie Prix Italia.

Ojciec LiIiany, pisarki, krytyka literackiego i teatralnego i tłumacza.
Pochowany na cmentarzu Wawrzyszewskim w Warszawie.

## Twórczość
- Rysunki na piasku (satyry, 1962)
- Talizman i inne opowiadania (1965)
- Alibi. Skecze i monologi (1965)
- Lustra (opowiadania, 1971)
- Siła przyciągania (słuchowisko radiowe, 1975)
- Jak zostać monarchistą, a właściwie królem (satyry, 1976)
- Klawiatura (opowiadania, 1977)
- Pochód Don Kichotów (satyry, 1977)
- Dzień niepokoju (opowiadania, 1979)
- Kraina intymności (powieść, 1979)
- Rzut podkową (powieść, 1979)
- Irytacje (powieść, 1984)
- Czekanie na znak (opowiadania, 1985)
- Spis Rzeczy i inne opowiadania (2001)
- Aria na tysiąc głosów (wybrane utwory dramatyczne, 2004)
- Dzikie Anioły i inne opowiadania (2006)
- Każdy może zostać... odkrywcą! (dla dzieci, 2009)
- Przelotna Radość (opowiadania, 2012)

## Ordery i odznaczenia
- Krzyż Oficerski Orderu Odrodzenia Polski (1998)
- Srebrny Medal „Zasłużony Kulturze Gloria Artis” (2012)[6]
- Odznaka „Zasłużony Działacz Kultury” (1996)
- Odznaka ZAiKS-u (1988)[7]

Źródło:.

## Nagrody i wyróżnienia
- nagroda Komitetu do spraw Radia i Telewizji (zespołowa) dla autorów cyklu radiowych audycji satyrycznych (1965)
- wyróżnienie w konkursie Naczelnej Redakcji Programu III PR na słuchowisko współczesne - za tekst Uprowadzenie (1970)
- III nagroda w konkursie na widowisko dla telewizyjnego Teatru Młodego Widza - za sztukę Rycerz (1971)
- nagroda Komitetu do spraw Radia i Telewizji za całokształt twórczości w dziedzinie dramaturgii radiowej i utworów satyrycznych Zespół Dziewiątka (1971)
- I nagroda za utwór Zwiastowanie w konkursie zamkniętym na sztukę tematycznie związaną z 70. rocznicą odzyskania niepodległości (1980)
- nagroda w ogólnopolskim Konkursie Dramaturgicznym ogłoszonym przez OTVP w Katowicach, Oddział SPP w Katowicach i Teatr TV - za sztukę Mniejsze dobro (1993)
- III nagroda w konkursie na słuchowisko komediowe ogłoszonym przez Teatr PR i Program I PR za tekst Znajomość na lepsze czasy (2000)
- nagroda Honorowy Wielki Splendor przyznana przez Zespół Artystyczny Teatru Polskiego Radia (2002)[9]
- III nagroda w Konkursie Programu II PR i Stowarzyszenia Autorów ZAiKS na słuchowisko radiowe - za słuchowisko Według Ezopa, baśń radiowa (2004)
- nagroda na IV Festiwalu Teatru Polskiego Radia i Teatru Telewizji Polskiej „Dwa teatry” w Sopocie (konkurs radiowy), za scenariusz oryginalny Nieznane światło (ex aequo ze scenariuszem Marka Gajdzińskiego Matka jest tylko jedna?) (2004)
- Nagroda im. Cypriana Kamila Norwida w kategorii Literatura, za zbiór opowiadań Dzikie anioły (2007)[10]
- Nagroda Prezydenta Miasta Częstochowy w kategorii literatura i historia (2009)[11][12]
- Nagroda Literacka im. Władysława Reymonta (2011)[11]
- Nagroda specjalna ZAiKS-u (2017)[7]

Źródło:.